# 名古屋市立名古屋商業高等学校
名古屋市立名古屋商業高等学校（なごやしりつ なごやしょうぎょうこうとうがっこう）は、愛知県名古屋市千種区自由ヶ丘二丁目にある公立高等学校。
1884年（明治17年）に愛知県名古屋商業学校として開校した。戦前から「CA」（"Commercial Academy"の頭文字）の愛称がある。2017年（平成29年）4月、愛知県立高校の商業科が一斉に総合ビジネス科に改編されたため、愛知県内の全日制公立高校では商業科を設ける唯一の高校となった。

## 沿革

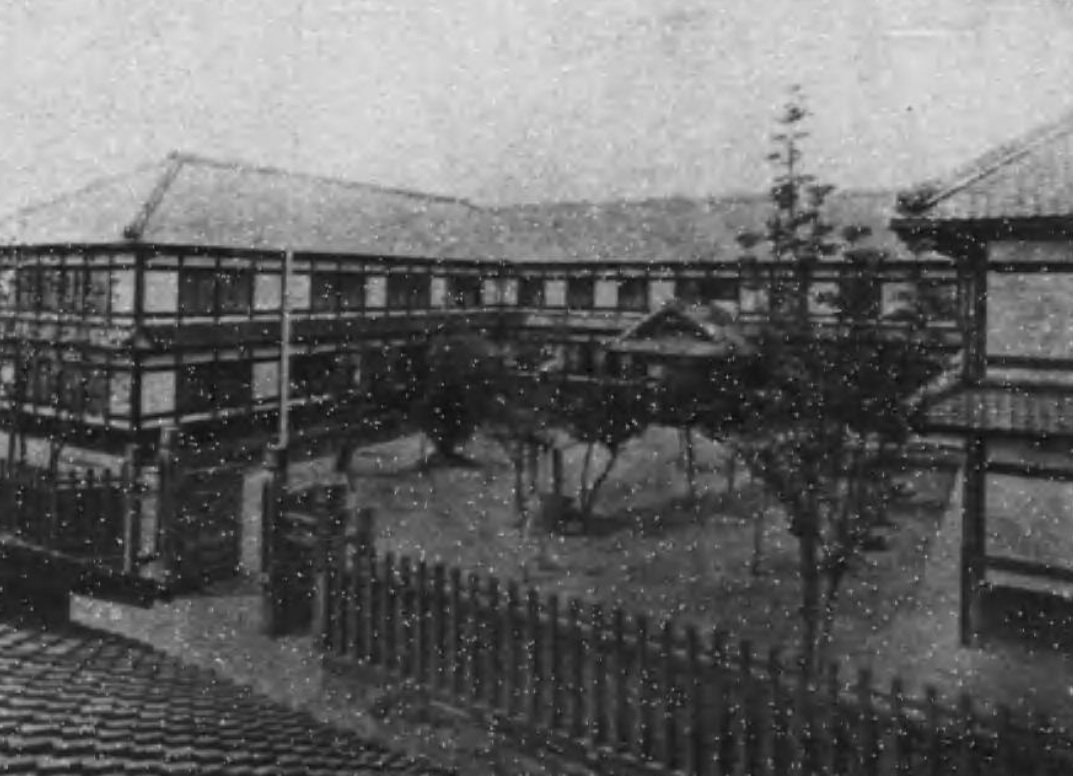
南鍛冶屋町時代

- 1884年（明治17年）6月28日 - 愛知県名古屋商業学校として大津橋南西角に開校[1]。
- 1890年（明治23年）3月31日 - 前年10月の名古屋市制施行に伴い、名古屋市に管理が移行[1]。
- 1892年（明治25年）3月26日 - 南鍛冶屋町に新校舎が落成[1]。
- 1901年（明治34年）6月18日 - 名古屋市立名古屋商業学校と改称[1]。
- 1902年（明治35年）6月30日 - 布池町に新校舎落成[1]。
- 1928年（昭和3年）6月11日 - 広池町校舎に移転（現在の名古屋市立向陽高等学校の校地）[1]。
- 1946年（昭和21年）10月 - 校舎が名古屋大学工学部へ貸与され、名古屋市立栄小学校と同居する仲ノ町校舎へ移転[1]。
- 1948年（昭和23年）
  - 4月 - 学制改革により名古屋市立名古屋商業高等学校となる。
  - 10月 - 高校統合により9月に一旦学校を廃止して名古屋市立第二高等学校（旧市立第二高等女学校）と合併、名古屋市立向陽高等学校となる[1]。
- 1953年（昭和28年）4月8日 - 名古屋市立商業高等学校設立[1]。
- 1955年（昭和30年）2月18日 - 千種区自由ヶ丘へ校舎移転[1]。
- 1957年（昭和32年）4月1日 - 名古屋市立名古屋商業高等学校と改称[1]。
- 1996年（平成8年）
  - 新校舎竣工[1]。名古屋市都市景観賞を受賞[1]。
  - アメリカ ロサンゼルス市 ガーディナ高校と姉妹校提携[1]。
- 2007年（平成19年） - オーストラリア チェリーブルック工科高校と姉妹校提携[1]。
- 2011年（平成23年） - 台湾 高雄高級商業職業学校と姉妹校提携[1]。
- 2015年（平成27年） - 文部科学省より「スーパー・プロフェッショナル・ハイスクール」として指定を受ける（3年間）。

## 教育目標
校風三則
- 三恩を感謝すべし - 社会・先生・父母への感謝の気持ち
- 商士道を発揮せよ - 正しい倫理観にもとづく経済活動
- 世界は我が市場なり - 国際的視野を持った人材の育成

## 関連人物

### 教員
- 高柳豊三郎 - 校長。第4代読売新聞社社長。
- 市邨芳樹 - 校長。名古屋経済大学創始者。

### 出身者

#### 学術
- 小原敬士 - 経済学者。一橋大学名誉教授、アメリカ学会会長。
- 加藤由作 - 保険学者。一橋大学名誉教授。日本保険学会初代理事長。
- 前田新太郎 - 経済学者。北海道大学経済学部長。
- 村瀬玄 - 会計学者。東京商科大学教授。日本会計学会発起人。
- 山田勇 - 経済学者。一橋大学名誉教授、日本統計学会会長。
- 勝田吉太郎 - 政治学者。京都大学名誉教授。

#### 経済
- 伊藤與三郎 - 東洋レーヨン取締役社長。
- 岡本藤次郎 - 東和不動産取締役社長。豊田通商取締役会長。
- 岡谷惣助 - 岡谷鋼機取締役社長。名古屋商工会議所会頭。
- 加藤勝太郎 - 加藤商会社長。
- 神谷正太郎 - トヨタ自動車販売社長。
- 横井庄太郎 - 三井不動産販売取締役社長。TBS興発取締役社長。

#### 芸術・文化・芸能・スポーツ
- 城山三郎 - 作家。
- 中村白葉 - ロシア文学者。
- 鈴木鎮一 - ヴァイオリニスト。音楽教育家。
- 中村愛 - タレント。
- かがみあきら - 漫画家。
- 矢沢みのり - 子役。スタイリスト。
- 近藤久 - プロ野球選手。
- 滝良彦 - プロ野球選手。

## アクセス
- 名古屋市営地下鉄名城線自由ヶ丘駅
- 名古屋市営バス「地下鉄自由ヶ丘」停留所